# رصاصة في القلب (مسرحية)
رصاصة في القلب هي مسرحية كوميدية مصرية، عُرضت في سنة 1964، عن قصة الأديب توفيق الحكيم. من إخراج كمال حسين، وبطولة صلاح ذو الفقار، وليلي طاهر.

## ملخص القصة
تدور الأحداث حول نجيب ذا الوضع المالي المزري، والذي يقع في حب الفتاة فيفي من النظرة الأولى، ولا يعرف من تكون، فيحكي لصديقه الدكتور سامي الحكاية، وفي الاخير يتضح أنها خطيبة صديقه ذاك، وتتوالى الأحداث الغريبة والجميلة في آن واحد، دون أن يعرف صديقه الدكتور شيئا. هذه المسرحية تعد من ثلاث مسرحيات للحكيم كانت الخاتمة فيها مفتوحة وغير مقنعة بذلك الشكل وتُعد أول أعمال صلاح ذو الفقار المسرحية علي الإطلاق.

## طاقم التمثيل
- صلاح ذو الفقار
- ليلي طاهر
- عبد المحسن سليم
- وحيد عزت
- أحمد حسين
- بدر الدين حسنين

## وصلات خارجية
- رصاصة في القلب على موقع IMDb (الإنجليزية)
- رصاصة في القلب على موقع الدهليز
- رصاصة في القلب على موقع قاعدة بيانات الأفلام العربية